# Nakajima Ki-6
Nakajima Ki-6 (九五式二型練習機 Kyūgo-shiki nigata renshuki) là một phiên bản sản xuất theo giấy phép của loại máy bay vận tải Fokker Super Universal, do công ty Nakajima Aircraft Company Nhật Bản thực hiện vào thập niên 1930. Ban đầu nó được dùng làm máy bay chở khách, phiên bản quân sự được Lục quân Đế quốc Nhật Bản sử dụng làm máy bay tải thương, vận tải và huấn luyện.

## Biến thể
- Nakajima Super Universal

Vận tải dân sự
- Ki-6 (Máy bay huấn luyện Lục quân Kiểu 95)

Phiên bản quân sự cho Lục quân Nhật Bản
- C2N1 (Máy bay trinh sát của hải quân)

Phiên bản quân sự cho Hải quân Nhật Bản
- C2N2 (Máy bay trinh sát thủy phi cơ)

Phiên bản quân sự cho Hải quân Nhật Bản
- Manshū Super Universal

Vận tải quân sự và dân sự cho Mãn Châu quốc

## Quốc gia sử dụng

### Dân sự
- Japan Air Transport (Nihon Kōkū Yusō Kabushiki Kaisha?)
- Imperial Japanese Airways (Dai Nippon Kōkū Kabushiki Kaisha?)
- Manchukuo National Airways

### Quân sự
- Không quân Lục quân Đế quốc Nhật Bản
- Không quân Hải quân Đế quốc Nhật Bản
- Không quân Mãn Châu quốc

## Tính năng kỹ chiến thuật (Ki-6)
Dữ liệu lấy từ Japanese AIrcraft, 1910-1941
Đặc điểm tổng quát
- Kíp lái: 1
- Sức chứa: 6
- Chiều dài: 11,25 m (36 ft 11 in)
- Sải cánh: 15,44 m (50 ft 7,87 in)
- Chiều cao: 2,79 m (9 ft 2 in)
- Diện tích cánh: 37,37 m2 (402,26 ft2)
- Trọng lượng rỗng: 1.640 kg (3.616 lb)
- Trọng lượng có tải: 2.820 kg (6.217 lb)
- Powerplant: 1 × Nakajima Kotobuki, 336 kW (450 hp)

Hiệu suất bay
- Vận tốc cực đại: 245 km/h (152 mph)
- Tầm bay: 1.045 km (650 dặm)
- Trần bay: 6.000 m (19.685 ft)